# Nicole Humbert
Nicole Humbert, nata Rieger  (5 febbraio 1972), è un'ex astista tedesca.

## Palmarès

### Mondiali indoor
- 1 medaglia:
  - 1 bronzo (Maebashi 1999 nel salto con l'asta)

### Europei
- 1 medaglia:
  - 1 argento (Budapest 1998 nel salto con l'asta)